# ファイディ・ノルディン
ファイディ・ノルディン（Noureddine Hfaiedh/نور الدين حفيظ、1973年8月27日 - ）は、チュニジアの元男子バレーボール選手。元チュニジア代表。
ファイディ・ノルディンはVリーグでプレーした際の登録名であるが、ヌレディン・フェイドの名前で報道される事もある。

## 来歴
ジェンドゥーバ出身。バレーボールチュニジア男子代表として通算195試合に出場。
日本のNECブルーロケッツでもプレーし、第56回黒鷲旗全日本男女選抜バレーボール大会でベスト6に選出。

## 球歴
- バレーボールアフリカ選手権 - 1995年、1997年、1999年、2003年（金メダル）、1993年、2005年、2007年（銀メダル）、2011年（銅メダル）
- 地中海競技大会 - 2001年（銀メダル）
- フランス・バレーボールリーグ - 2006年（銀メダル）
- クープ・ドゥ・フランスバレーボール - 2006年（金メダル）

## 所属クラブ
- スポーツ協会エルHaouaria （1985-1990年）
- CSスファクシアン （1990-1992年）
- エトワール・サヘル （1992-2002年）
- P.A.O.K （2002-2004年）
- パリ・バレー （2004-2005年）
- トゥールVB （2005-2006年）
- NECブルーロケッツ （2006-2007年）
- カーディシーヤSC （2007-2010年）
- エトワール・サヘル （2010-2012年）
- CSスファクシアン（2012-2014年）